# Willi Melliger
Wilhelm «Willi» Melliger (* 26. Juli 1953 in Buttwil; † 16. Januar 2018) war ein Schweizer Springreiter und vierfacher Olympiateilnehmer.

## Karriere

Willi Melliger

Willi Melliger (Mitte der 1980er Jahre)

Willi Melliger war gelernter Metzger. Sein beruflicher Werdegang fand jedoch im Pferdesport statt: Der erste grosse sportliche Erfolg war der Gewinn der Schweizer Meisterschaft im Springreiten 1974. Den Grossen Preis des Schweizer Nationenpreisturniers gewann er erstmals 1976 mit Rhonas Boy. Sein erstes internationales Championat bestritt er bei den Europameisterschaften 1977.
Im Jahr 1980 nahm die Schweiz im Springreiten nicht an den Olympischen Spielen teil, stattdessen brachte man eine Equipe bei den von den boykottierenden Staaten ausgerichteten Olympia-Ersatzwettbewerben der Springreiter in Rotterdam an den Start. Melliger gehörte der Schweizer Mannschaft an und kam mit Trumpf-Buur auf Rang sieben im Einzel. Ein Jahr später gewann er erstmals mit der Schweizer Equipe eine Mannschaftsmedaille, bis 2003 sollten neun weitere bei Europameisterschaften folgen. Mit insgesamt 13 Medaillen war Willi Melliger der erfolgreichste Schweizer Springreiter bei Europameisterschaften.
Erstmals am Weltcupfinal nahm Melliger 1982 mit Trumpf-Buur teil. 1983 errang er mit Van Gogh zwei grosse Erfolge: Er wurde zum zweiten Mal Schweizer Meister (dies sollte ihm insgesamt sechs Mal gelingen). Zudem gewann er in jenem Jahr den Grossen Preis von Aachen. Zehn Jahre später wurde er auf Quinta C Einzel-Europameister im Springreiten.
Zwischen 1995 und 2001 sollte in Kooperation mit Calvaro Melligers erfolgreichste Phase im Sport werden: Bei den Olympischen Spielen 1996 in Atlanta gewann er hinter Ulrich Kirchhoff die Einzel-Silbermedaille. 1995 und 1997 gewannen beide Einzel-Bronze bei den Europameisterschaften, im Frühjahr 1996 erreichten Melliger und Calvaro den zweiten Platz beim Weltcupfinal vor heimischem Publikum in Genf. Als erster Schweizer siegte Melliger 1998 in der Hauptprüfung des CSI Zürich, ebenso mit Calvaro. Bei den Weltreiterspielen in jenem Jahr verpasste er in Einzel- und Mannschaftswertung jeweils knapp die Medaillenränge. 2000 bei den Olympischen Spielen in Sydney konnte er mit der Schweizer Mannschaft, bestehend aus Beat Mändli, Lesley McNaught und Markus Fuchs, die Silbermedaille erringen.
Seinen letzten Sieg in einem internationalen Grossen Preis errang Melliger im August 2009 mit Lea C in Ranshofen. Letztmals eine internationale Springprüfung bestritt er im November 2010. Von 2007 bis 2016 war er als Trainer der Springreiter-Kader Junioren und Junge Reiter für den Schweizerischen Verband für Pferdesport tätig.
Neben seiner Sportlerlaufbahn war Melliger stets als Pferdehändler aktiv und verkaufte auch mehrere seiner Championatspferde. Auf seiner Reitanlage veranstaltete er über Jahre hinweg Reitturniere, Mitte der 2000er Jahre sogar auf CSI-4*-Niveau.
Willi Melliger starb am 15. Januar 2018 an den Folgen eines Schlaganfalls.

## Pferde (Auszug)
- Quinta C (* 1982), braune Selle-Français-Stute, Vater: Cyrus; ab Ende 1993 von Alfonso Romo geritten[11][2]
- Corso (* 1983), Hessischer Schimmelwallach[12]
- Calvaro (1986–2003), Holsteiner Schimmelwallach, Vater: Cantus, Muttervater: Merano, Besitzer: Hans und Christina Liebherr[13]
- L.B. Annaconda / Annaconda II (* 1992), Holsteiner Schimmelstute, Vater: Athlet Z, Muttervater: Lord[14]
- Gold du Talus (* 1994), brauner Selle-Français-Wallach, Vater: Olisco, Muttervater: In Chala A; bis 2009 von Willi Melliger geritten[15]
- Lea C (* 1996), braune Holsteinerstute, 2006 für 1 Million Franken an Bertrand Darier verkauft, von Ende 2008 bis 2010 wieder von Willi Melliger geritten.[16][17][18]

### Calvaro
Calvaro wurde 8-jährig von Melliger entdeckt und für 1 Million DM gekauft. Das Paar gewann etwa 2 Millionen Franken im Sport. Bis zu 5½ Millionen Franken wurden für Calvaro geboten. Das höchste Angebot machte die jordanische Prinzessin Haya, doch ihr Vater Hussein I, zog das Angebot im letzten Moment zurück. Aufgrund seiner Erfolge wurden Klonversuche mit dem Schimmel gestartet. Allein der erste kostete 250'000 Franken. Das Fohlen starb relativ schnell an einer Gelenkinfektion, die allerdings nichts mit dem Klonen zu tun gehabt haben soll, weshalb in den USA ein zweiter Versuch gestartet wurde. Die Karriere endete aufgrund einer Meniskusverletzung Calvaros. Im September 2003 wurde der Wallach 17-jährig eingeschläfert.

## Erfolge
- Olympische Spiele:
  - 1984, Los Angeles: mit Van Gogh 38. Platz im Einzel und 5. Platz mit der Mannschaft
  - 1992, Barcelona: mit Quinta C 61. Platz im Einzel und 5. Platz mit der Mannschaft
  - 1996, Atlanta: mit Calvaro 2. Platz im Einzel und 6. Platz mit der Mannschaft
  - 2000, Sydney: mit Calvaro 10. Platz im Einzel und 2. Platz mit der Mannschaft

- Olympia-Ersatzwettbewerbe der boykottierenden Staaten:
  - 1980, Rotterdam: mit Trumpf-Buur 7. Platz im Einzel und 5. Platz mit der Mannschaft
- Weltmeisterschaften/Weltreiterspiele:
  - 1982, Dublin: mit Trumpf-Buur 37. Platz im Einzel und 9. Platz mit der Mannschaft
  - 1990, Stockholm: mit Landlord 15. Platz im Einzel und 7. Platz mit der Mannschaft
  - 1998, Rom: mit Calvaro 4. Platz im Einzel und 4. Platz mit der Mannschaft

- Europameisterschaften:
  - 1977, Wien: mit Butterfly 6. Platz mit der Mannschaft
  - 1981, München: mit Trumpf-Buur 32. Platz im Einzel und 2. Platz mit der Mannschaft
  - 1983, Hickstead: mit Van Gogh 10. Platz im Einzel und 1. Platz mit der Mannschaft
  - 1985, Dinard: mit Beethoven II 6. Platz im Einzel und 2. Platz mit der Mannschaft
  - 1987, St. Gallen: mit Corso 7. Platz im Einzel und 3. Platz mit der Mannschaft
  - 1989, Rotterdam: mit Corso 14. Platz im Einzel und 3. Platz mit der Mannschaft
  - 1991, La Baule: mit Quinta C 9. Platz im Einzel und 3. Platz mit der Mannschaft
  - 1993, Gijón: mit Quinta C 1. Platz im Einzel und 1. Platz mit der Mannschaft
  - 1995, St. Gallen: mit Calvaro 3. Platz im Einzel und 1. Platz mit der Mannschaft
  - 1997, Mannheim: mit Calvaro 3. Platz im Einzel und 6. Platz mit der Mannschaft
  - 1999, Hickstead: mit Calvaro 25. Platz im Einzel und 2. Platz mit der Mannschaft
  - 2001, Arnheim: mit Annaconda II 25. Platz im Einzel und 6. Platz mit der Mannschaft
  - 2003, Donaueschingen: mit Gold du Talus 44. Platz im Einzel und 3. Platz mit der Mannschaft

- Weltcupfinal (in Auswahl):
  - 1996, Genf: 2. Platz mit Calvaro
  - 1997, Göteborg: 9. Platz mit Calvaro
  - 2001, Göteborg: 4. Platz mit Calvaro[6]

- Schweizermeisterschaften (in Auswahl):
  - 1974: 1. Platz mit Rhonas-Boy
  - 1983: 1. Platz mit Van Gogh
  - 1985: 1. Platz mit Beethoven II
  - 1987: 1. Platz mit Corso
  - 1988: 1. Platz mit Corso
  - 1996: 1. Platz mit Calvaro[21]

## Privates
Willi Melliger war in Neuendorf wohnhaft, wo er einen Turnier- und Handelsstall betrieb. Er war zweimal geschieden und hatte drei Kinder. Seine Söhne Kevin und Kay Melliger sind ebenfalls als Springreiter aktiv. Melliger war der Pate des Springreiters Martin Fuchs.